# Hotagens distrikt
Hotagens distrikt är ett distrikt i Krokoms kommun och Jämtlands län. Distriktet ligger omkring Hotagen i norra Jämtland och gränsar till Norge.

## Tidigare administrativ tillhörighet
Distriktet inrättades 2016 och utgörs av Hotagens socken i Krokoms kommun.
Området motsvarar den omfattning Hotagens församling hade 1999/2000.

## Tätorter och småorter
I Hotagens distrikt finns en småort men inga tätorter. 

### Småorter
- Valsjöbyn

### Övriga orter
- Rötviken